# Bošnjačko-hrvatski sukob: Zenica i Žepče
| Oznaka 44. samostalne dbr. bojne "J. Francetić" |  | Oznaka 44. samostalne dbr. bojne "J. Francetić"                                                        |
| Oznaka 44. samostalne dbr. bojne "J. Francetić" |  | Oznaka 111. pješačke brigade Xp., poslije 111. domobranske pukovnije Xp. Hrvatskog vijeća obrane Žepče |

## Zenica
Posljednji rat u Bosni i Hercegovini potpuno je izmijenio demografsku strukturu zeničke općine i samoga grada Zenice. Tijekom srpske agresije na Bosnu i Hercegovinu i srpske akcije etničkog čišćenja područja pod nadzorom vojske bosanskohercegovačkih Srba mnoge bošnjačke izbjeglice iz sjeverozapadne Bosne bježe u Zenicu, a to se nastavlja i za sukoba HVO-a i Armije RBiH. Međutim, istodobno bošnjačke vlasti etnički čiste područje zeničke općine od Srba i od Hrvata. Od 1993. godine, grad Zenica sve više poprima izgled islamskih gradova, jačaju elementi islamske kulture, a kino "Metalurg" pretvara se u "Balkanski islamski centar", čitava zgrada je obojena u zeleno, u zgradu mogu ulaziti samo izabrani građani. Na područje zeničke općine bilo je dosta i mudžahedina koji su se iz islamskih zemalja došli boriti na strani Armije RBiH.

### 1992.
Još u svibnju 1992. godine u Zenici su zategnuti odnosi između Bošnjaka i Hrvata. Hrvati su pod stalnim pritiskom, teško žive, maltretirani su, nasilno ih se pokušava mobilizirati u postrojbe TO-a a poslije Armije RBiH. Osim toga, česta su premlaćivanja Hrvata, opća njihova nesigurnost, pljačke, izgoni iz stanova i kuća, ponižavanja i maltretiranja.
Rat je na područje zeničke općine najprije donio svekoliku neimaštinu, a onda i glad. U proljeće 1992. godine mnoge izbjeglice i prognanici iz sjeverozapadne Bosne bježe pred srpskim nasiljem i tu nalaze utočište. Od tada počinju napetosti i sukobi između Bošnjaka i Hrvata. Hrvati su sve više diskriminirani i obespravljeni. Najprije su smijenjeni sa svih odgovornih položaja u organima općinske vlasti, zatim u školstvu i privredi, njihova mjesta preuzimaju Bošnjaci, a glavni kriterij nisu obrazovanje i sposobnosti, nego vjerska, odnosno islamska, i nacionalna, odnosno bošnjačka pripadnost. Ista sudbina je pogodila i Srbe u zeničkoj općini, naime one koji nisu pobjegli prije toga ili koji nisu bili prognani. Osim toga, česta su premlaćivanja Hrvata, opća njihova nesigurnost, pljačke, izgoni iz stanova i kuća, ponižavanja i maltretiranja.
Srpska agresija na zeničko područje posebno se očituje 29. rujna 1992. godine kada je zrakoplovstvo JNA bombardiralo postrojenja željezare i Rudarsko-metalurškog kombinata Zenica. Tada je bombardirano i selo Stranjani, naseljeno pretežito hrvatskim stanovništvom. Poginule su tada najmanje dvije osobe, a više ih je ranjeno.
U to vrijeme, da bi obranili svoje domove, Hrvati Bosne i Hercegovine se organiziraju u Hrvatsku zajednicu Herceg-Bosnu, a njen vojnički i politički izraz je Hrvatsko vijeće obrane. I na području općine Zenica organiziran je HVO, a u njemu, uz Hrvate, sudjeluju i Bošnjaci. Međutim, većina bošnjačkog naroda je uz Teritorijalnu obranu (TO), kao dio sustava obrane SFRJ, koji je pod izravnom kontrolom JNA. Hrvati su već tada jasno rekli da je JNA u službi srpske agresije, a Bošnjaci su vjerovali da ih JNA neće napasti. Kada je počela srpska agresija na Bosnu i Hercegovinu, onda je dio Bošnjaka pristupio HVO-u, kao organiziranoj vojnoj i političkoj sili protiv agresora. Tek poslije toga dolazi do formiranja Armije BiH, koja postaje vojna sila samo bošnjačkog naroda.
Osim HVO-a, na prostoru Zenice formira se i HOS, čija je zenička postrojba bila pod zapovjedništvom Mladena Holmana. Zeničkom HOS-u pristupali su i Hrvati i Bošnjaci, te je u Zenici uskoro smješten Ratni stožer HOS-a za Bosnu, s Holmanom na čelu. HOS je u obrani Zenice surađivao i s postrojbama HVO-a i ARBiH.
VOS GS HVO 22. srpnja 1992. izvijestio je da je bilo u problema u Zenici u odnosima između HVO i TO, odnosno muslimanskih snaga. Postoje dva zapovjedništva. Dok se HVO bori i drži borbene crte prema Srbima, muslimanska TO bježi s položaja, paradira po gradovima, pljačka i bacaju ljagu na HVO. Na prostoru srednje Bosne svi zapovjednici TO su pripadnici bivše JNA, a središte muslimanskog fundamentalizma je u Zenici, koja je glavni centar za sve radnje na regiji i organizirane kampanje protiv snaga HVO. U Zenici fundamentalizam došao je do izražaja što je izravno pogoršalo situaciju na vojnom planu. Na prostoru srednje Bosne svi zapovjednici TO su pripadnici bivše JNA. Cijelom mrežom i situacijom diktirao je Džemo Merdan stvarajući netrpeljivost i sukobe između muslimana i Hrvata. U Zenici se pripremaju i obučavaju jedinice za djelovanje protiv postrojbi HVO., iste se obučavaju u mudžahedinskom stilu (fanatizam). Tad su imali oko 1.500 vojnika a komandant je Džemo Najetović. Imali su i postrojbu s 21 tenkom T-34 i T-55 predvodi E. Burak, oficir koji je rušio Gospić. Problem je i s naoružanim i opremljenim muslimanima koji su došli iz Hrvatske njih oko 500 sa zadaćom biti u funkciji obrane Jajca, Dobretići i Travnika. Uopće nisu bili na položajima, sustavno su pravili problem kao i jedinica od 250 vojnika u Dub-Mehurići koja se otvoreno stavila u funkciju fundamentalizma a nije išla u borbu protiv srbo-četnika. Postojao je osnovni plan koji se sastoji u tom da iz centra preko Visokog presijeku Kiseljak i Fojnicu te istovremenim udarom preko Uskoplja, Novog Travnika i Travnika odsjeku sve dijelove HB i da zaokruže svoj naum o preuzimanju srednje Bosne u svoju muslimansku džamahiriju što otvoreno propagiraju kroz Tespih diviziju i Handžar diviziju.
U sintezi HVO-va izvješća o zbivanju na području regije Zenica u vremenu od početka lipnja do početka kolovoza 1992. stoji da Muslimani žele na području Zenice uspostaviti čisti muslimanski kanton, da iz regije potiskuju Srbe i Hrvate, što uzrokuje korifuznost i nesigurnost pučanstva koje je izloženo zlostavljanju, verbalnim uvredama, osobnoj nesigurnosti i slično. U sredstvima javnog priopćavanja o tome se ne govori, nego govore laž da teritorijalci štite te narode i njihovu imovinu. U razdoblju do Sporazuma između država BiH i RH 23. srpnja 1992. SDA Zenica provodila je kampanju protiv Hrvatske zajednice HB i njenog predsjednika Bobana. U kampanju je uključen i MUP BiH, sredstva javnog priopćavanja BiH, te Press centar Zenica. Krizni štab općine Zenica donio je odluku kojom Skupština općine Zenica preuzima sva ovlaštenja u svezi poslovanja željezare Zenica i postavlja Muslimane na rukovodeća radna mjesta u tom poduzeću, ali kada slično želi učiniti HVO u Kaknju, gdje pretežno žive Hrvati, SDA se protivi. Po ocjeni HVO, SDA se služi podvalama i lažima protiv HVO, čime želi prikriti svoje neuspjehe i nesposobnost. Muslimani neopravdano ističu TO Zenica, a istovremeno podcjenjuju HVO Zenica. Iz vojarne TO u Zenici svakodnevno pucaju na sela u kojima žive Hrvati, a da se pritom ništa ne poduzima, što je potvrda čišćenja područja Zenice nemuslimanskog stanovništva od strane SDA. Oružane snage formiraju isključivo od Muslimana, isključivi su kad je u pitanju funkcioniranje vlasti, što zagovara grupa Muslimana fundamentalista. Do 15. srpnja iz Zenice iseljeno je oko 80 % srpskog pučanstva.
U razdoblju od lipnja do početka kolovoza 1992. sredstva javnog priopćavanja BiH nerado priopćavaju službena stajališta HVO, nedostupni je tisak iz Hrvatske, zanemaruje se hrvatski jezik, kultura i slično. HVO je glede toga u više navrata javno prosvjedovao, ukazivao na posljedice i tražio od TO Zenica skidanje embarga u sredstvima informiranja.
23. srpnja 1992. sastaju se hrvatski intelektualci Zenice i formiraju se klubovi stručnjaka iz različitih djelatnosti društvenog i gospodarstvenog života (politika, pravosuđe, informiranje, obrazovanje, gospodarstvo itd) i oformljuju se "savjetodavna tijela" spomenutih područja u cilju ostvarivanja interesa Hrvata u Zenici. Zahtjeva se prekid političke majorizacije od strane Muslimana s jasnim stavom o budućem ustrojstvu BiH na principujednakosti triju konstitutivnih naroda, bez obzira na ishod rata. Isto tako traži se od Hrvata svekoliko povezivanje s RH. 23. srpnja sklopljen je Sporazum o suradnji RH i BiH te nakon tog sporazuma nesuglasice između oružanih snaga HVO i muslimanske "OS BiH" znatno manje prisutne. Nakon Sporazuma HVO istupa otvorenije i smjelije, posebno što se tiče istupanja hrvatskih intelektualaca i go.\podarstvenika, glede zaštite hrvatskog jezika, kulture, te povezivanja s gospodarstvom RH i drugo. 30. srpnja Okružni štab obrane Zenica javno je podržao sporazum. Slično se 5. kolovoza izjasnio i Skup Muslimana, predstavnika kulturnih, javnih, gospodarstvenih predstavnika 32 općine slobodne BiH.
HVO ukazuje je za razdoblje od lipnja do početka kolovoza 1992. ukazao na nepotrebnu demonstraciju sile pojedinih postrojbi TO, posebno onih kojima zapovjedaju bivši oficiri JNA u Sloveniji i Hrvatskoj (Džemal Najatović), na prevelike ovlasti vojne policije, na poduzimanje određenih vojnih djelovanja postrojbi TO Zenice bez koordinacije s HV i slično. HVO održava kontakte s Muslimanima, daje inicijativu za zajedničko djelovanje. SDA nasuprot svojim proklamacijama ne pokazuje dobre namjere, što je potvrdila dilema HVO glede kontrole Sefera Halilovića, načelnika OS BiH od strane Predsjedništva BiH.
U razdoblju od lipnja do početka kolovoza 1992. legalna vlast BiH tiskanjem banova bez pokrića svjesno obmanjuje državu i njeno pučanstvo, te na taj način sve više zatvara puteve nabave robe iz Hrvatske. Stoga je HVO zajključio da je neophodno neka poduzeća u Zenici staviti pod kontrolu HVO zbog lakšeg plasmana hrvatske robe, koja bi se prodavala za HRD i devize.
Na sve primjedbe od strane HVO-a, Okružni štab obrane Zenice oglasio se jedino 2. rujna glede kleveta i glasina protiv Armije RBiH i njenih predstavnika Muslimana, te ratnih zločinaca u zapovjedništvima Armije RBiH. Glede toga, rečeno je da će se javnost upoznati sa životopisom bivših oficira JNA, te da će se vojna policija, koja se stavila iznad armije i civilnih vlasti, staviti u ustroj vojnih postrojbi. Izjavu su dali, ali nije se vidilo djela.
6. listopada postrojbe ABiH razoružale su desetinu vojnika HVO-a Zenica na Zvečaju dok su pripremali zemljište za obranu u zimskim uvjetima.

### 1993.
50.000 prognanika pristiglo je početkom rata u Zenicu. 1. siječnja 1993. muslimanske snage su iz hrvatskog dijela Zenice protjerale Hrvate i odmah se uselile u njihove kuće. Opća hajka na pripadnike HVO počela je 17. travnja 1993. godine. Od 18. travnja do 8. lipnja 1993. vodila se bitka između Armije RBiH i HVO-a. Hrvati nisu imali izgleda zbog nepovoljnoga brojčanog odnosa snaga, lošeg strateškog položaja i zbog faktora iznenađenja, jer su dojučerašnji bošnjački saveznici udarili Hrvatima s leđa. Nakon prestanka skuoba 520 Hrvata odvedeno je u zatočeništvo u zatvor Zenica. Brojni su Hrvati bili prisiljeni napustiti Zenicu. Prisilno su odvođeni, a tko se nije odazvao prisilnoj mobilizaciji u ABiH, suđeno im je i poslani su u zatvor (70 osoba) ili u Muzičku školu (15 osoba). Nekoliko je prijavljenih logora bilo na području Zenice, svi pod vlašću BiH vlade ili Muslimanskih snaga. ICRC je potvrdio 6 logora s ukupno oko 500 zatočenika: Zatvor Zenica - KPD dom i Muzičku školu, koje je potvdio i UN, zatim Stadion Bila, Rudnik, Tvornica, Bolnica, Škola i Vojni zatvor.
██ HVO
██ HVO osvojio od ARBiH
██ VRS
██ VRS osvojila od ARBiH
██ ARBIH
██ ARBiH osvojila od HVO
██ HVO - HZ Soli - bez oružanog sukoba. HVO se sam raspustio, teritorij preuzela ARBiH
██ HVO Bihać - bez oružanog sukoba. Skupa s ARBiH.
██ HVO Sarajevo - HZ Vrhbosna - bez oružanog sukoba. ARBiH prisilno ukinula HVO.
Krajem siječnja 1993. godine počinju izravni napadi Armije BiH na zenički HVO, a 26. siječnja 1993. postrojbe Armije RBiH napadaju Hrvate mjesne zajednice Lašva, sela Dusina, Brdo, Višnjica i Rajići, iz kojih su prethodno, još 1992. godine, istjerani Srbi. U selu Dusina ubijeno je devet Hrvata i jedan Srbin, svi civili.
Tijekom veljače i ožujka 1993. godine predstavnici HDZ-a Bosne i Hercegovine i HVO-a u Zenici više puta pregovaraju s čelnicima bošnjačke vlasti o zaustavljanju terora nad Hrvatima. Dogovori nisu poštovani, a jačala je bošnjačka propaganda protiv Hrvata, širi se mržnja i uskoro se presijecaju svi kontakti. Nezahvalnu ulogu u tome ima Radio Zenica koji otvoreno raspiruje mržnju prema Hrvatima.
Na području Zenice sukobi između Bošnjaka i Hrvata počinju u prvoj polovici travnja 1993. godine. U Podbriježju, 15. travnja 1993. godine, postrojba Armije BiH napala je vozilo marke Audi 80, registarske oznake HVO-ZE-1-00. Vozilo je pripadalo Živku Totiću, zapovjedniku brigade HVO-a koji je ranjen i otet, a četvorica pratilaca su ubijena. U njih je ispaljeno oko 500 metaka iz neposredne blizine. Unatoč pregovorima, iz zatočeništva nije pušten časnik HVO-a Živko Totić.
Sukobi između Armije BiH i HVO-a na području Zenice eskaliraju 17. i 18. travnja 1993. godine. Postrojbe Armije napale su cjelokupni prostor općine Zenica koji nastanjuju Hrvati - Podbriježe, Stranjane, Janjac, Brod, Konjeviće, Šušanj, Crkvice, Perin Han, Raspotočje, Gornju Zenicu, Drivuše, Grm i Zalje.
Napadni pravci ARBiH išli su preko brda Kubera prema Ahmićima i Putišu za presjecanje komunikacija Busovača-Vitez- Travnik. Prelaskom Kubera muslimanske snage su imale opciju napada pravcem Putiš-Lončari s osloncem na Putiš i pravac Nadioci-Sivrino selo, s osloncem na Ahmiće, u kojima su Muslimani već imali zabijen klin u hrvatske redove, kao što su svoj jedan klin imali zapadno-sjeverozapadno od Viteza na pravcu Stari Vitez-Donja Večeriska -Gačice - Kruščica, odnosno drugi klin južnije od Busovače, u trokutu Lašva-Dusina-Merdani iz kojeg su se Muslimani spojili s točkom koju su postavili kod Kaćuna na cesti Busovača-Kiseljak, čime su Kiseljak odvojili i pretvorili u enklavu. Kuber je bio razdvajao područje pod nadzorom Hrvata i Muslimana, između Zenice prema Nadiocima, Kratinama itd.
Stoga je Kuber bio od strateške važnosti za ARBiH i HVO, posebno HVO. Od Ahmića do te vitalne komunikacije je oko 1 km i selo Ahmići su izdignuti te dominiraju nad komunikacijom. Time je od Zenice do same komunikacije je sve bilo u rukama ABiH što je činilo Ahmiće legitimni vojni cilj. U širem smislu tu je i Vitez, sa strateškim vojnim resursom, tvornicom eksploziva. ABiH je bila u Ahmićima i i prijetila presijecanjem komunikacije posebno stoga što su preko Kubera bili povezani sa Zenicom. Armija BiH je topnički i minobacački napala Busovaču 16. travnja 1993. 
Uspješnim muslimanskim osnaživanjem klina u Ahmićima, značilo je dovesti Vitez u mnogo teži položaj, vjerojatno teži od položaja Busovače. Nakon svih onih obavještajnih procjena, incidenata, otmica zapovjednika i pokušaja obezglavljivanja HVO-a u Zenici i Travniku, te muslimanskog napada na Kuber, mjesni zapovjednik HVO Tihomir Blaškić donio je opravdanu odluku neutraliziranja Ahmića. Nešto prije 15. travnja četiri autobusa puna vojnika ARBiH okupila su se u blizini Kubera. Vojnici su imali brade, nosili turbane i arapske zastave. Muslimanski napad počeo je na Kuberu 15. travnja. ARBiH je napala položaje HVO-a na Kuberu. Napadnuta je skupina Hrvata na straži. Ubijeno je u prvom mahu dvoje ili troje Hrvata koji su skupa s ARBiH čuvali crtu prema Srbima. Istog je dana u Zenici pripadnici snaga Muslimana oteli su zapovjednika zeničke brigade HVO Živko Totić, nakon čega su ubili njegovih četvoricu pratitelja Ivicu Vidovića, Antu Zrnića, Marka Ljubića i Tihomira Ljubića i pritom su ubili jednog slučajnog prolaznika muslimanske nacionalnosti, kojeg su kao svjedoka događaja ubili da se svi tragovi i mogući svjedoci skriju. Pojedinci i sivi politički krugovi minimizirali su i nastojali ne spominjati ovaj nemili događaj, jer pokazuje uzrok bošnjačko-hrvatskog sukoba, osobito kad se zna da je također u zeničkoj općini tzv. ARBiH počinila masovni ratni zločin u selu Dusini tri mjeseca prije u selu zeničke općine Dusini, i da je otvoreni rat između HVO-a i tzv. ARBiH izbio u Srednjoj Bosni, u Dusini, Uskoplju i dijelu općine Zenica Podbriježju, u kojem se poslije smjestilo zapovjedništvo muslimanske postrojbe El Mudžahid. Odmah potom tzv. Armija RBiH napala je većinski hrvatske dijelove općine Zenice te u dva jasno zacrtana pravca – prema Vitezu i Busovači. U jutarnjim satima, 16. travnja, vode se borbe, koje se proširuju, napadom Armije BiH na brdo Kuber, koje je bilo ključna za obranu HVO-a na području Busovače i Viteza. 16. travnja ABIH počinila je ratni zločin nad Hrvatima u Trusini kod Konjica, a isti dan zbiva se zločin u Ahmićima. Sljedeći dan, 17. travnja, ekstremni dijelovi Armije RBiH, prije svega 7. muslimanska brigada, oko 5:30 sati, uz topničku podršku, napala je HVO na području Kuća, Putiša i Jelinaka, odnosno na području Kubera. Odlučnom akcijom HVO-a, zauzeti su položaji na brdu Kuberu. HVO je uspješno obranio sve napade. Istog dana muslimanska Armija RBiH i muslimanski naoružani civili iz susjednog Dobriljeva napali su hrvatsko selo Bilivode, protjerali mještane, opljačkali i zapalili selo te ubili četvoricu Hrvata civila iz sela.
Hrvatsko pučanstvo je u zbjegu. Samo u selo Čajdraš pribjeglo je oko 3.000 ljudi. Pripadnici zeničkog HVO-a i hrvatsko pučanstvo su u jakom okruženju. Minobacačima je oštećena grobljanska kapela u Podbrježu, pljačkaju se i pale hrvatske kuće, napadnut je i Hrvatski dom u Zenici. Zenički HVO odlučuje predati se, da ne stradaju civili, a i radi odnosa snaga koji su bili 1:8 ili čak 1:10 u korist snaga Armije RBiH. Tijekom općeg divljanja, plačkanja i paljenja hrvatske imovine na području grada Zenice, pripadnici Armije RBiH tijekom druge polovice travnja 1993. godine ubili su 36 zeničkih Hrvata.
Postrojbe Armije RBiH, 18. travnja 1993. godine, počinile su ratni zločin nad Hrvatima nastanjenim u selu Šušanj, općina Zenica (vidi Pokolj u Šušnju). Tog dana počeo je sukob između Bošnjaka i Hrvata na području Zenice, a pripadnici Armije BiH u selu Šušanj su ubili 30 Hrvata, a ostali Hrvati iz tog sela su protjerani.
U sredini travnja 1993. godine, nakon progona Hrvata iz Zenice, u Željeznom Polju, općina Žepče Armija RBiH je strijeljala trideset Hrvata zarobljenih na području općine Zenica, a koji su prije toga prisilno kopali rovove za potrebe Armije RBiH (vidi Pokolj u Željeznom Polju). Vojne vlasti Armije RBiH prisilno mobiliziraju Hrvate sposobne za vojsku u svoje redove da bi se s puškom u ruci borili protiv svojih sunarodnjaka. Hrvati odbijaju pa su zatvarani i suđeni na zatvorske kazne. Uz onih trideset strijeljanih, šest Hrvata je obješenih pod optužbom "pobune protiv države i Armije BiH".
Njemačka humanitarna organizacija Komitee Cap Anamur izvijestila je u kolovozu 1993. da u Zenici i okolici raste užasan pritisak muslimansko-bošnjačke vojske, sela u okolici Zenice sva su etnički očišćena od Hrvata i Srba, hrvatska manjina se progoni i pritvara, u bivšoj Muzičkoj školi se zlostavlja ili progonim, demonstracije žena Hrvatica koje su želje razgovarati s gradonačelnikom da bi dobile zaštitu rastjerane su plinom i suzavcem, i da je avet islamskog fundamentalizma u velikom dijelu Središnje Bosne sada stvarnost. Stvarnost je bila i gora. Zenica je u svega nekoliko mjeseci postala istinski bošnjačko-muslimanski centar u BiH u vojnom i političkom smislu – nekadašnje kino Metalurg pretvoreno je u Balkanski islamski centar a elementi radikalizacije islamske kulture bivali su iz dana u dan sve izraženiji.  Prisutnost i stalni angažman pripadnika El mudžahida koji su bili inkorporirani u 3. Korpus Armije RBiH, zatvaranje i pritvaranje hrvatskog i srpskog stanovništva, marširanje mudžahedina, ubojstva, otmice i pljačke te redovito paljenje zastave Hrvata u BiH na zeničkim ulicama bili su ratna svakodnevica.
U sukobu Armije RBiH i HVO-a na području općine Zenica bilo je 156 Hrvata, žrtava ratnog zločina, a 14.000 Hrvata je protjerano.

## Žepče

### Etnički sastav Žepča i okolice 1991.
██ Hrvati
██ Srbi
██ Bošnjaci
U vrijeme raspada Jugoslavije, Žepće i okolica su bili etnički miješani kraj, uglavnom nastanjen Hrvatima i Bošnjacima. Bošnjaci su, po popisu iz 1991., činili relativnu većinu u općini (47%, Hrvati 39%) dok su u samom gradu imali apsolutnu većinu (60%, Hrvati 24%). Relativno kompaktno područje naselja s hrvatskom većinom obuhvaćalo je sjeverni dio općine Žepče, južne dijelove općine Maglaj (sjeverno od Žepča), rubne dijelove općine Zavidovići (istočno od Žepča), te zapadne dijelove općine Teslić (koja je sama imala apsolutnu srpsku većinu. Nešto sjevernije, nalazi se Usora, područje na granici općina Tešanj i Doboj, koje obuhvaća nekoliko sela s hrvatskom većinom. Između hrvatskih sela kod Žepča i Usore nalazi se kompaktno bošnjačko etničko područje, koje obuhvaća skoro cijelu općinu Tešanj (72% Bošnjaka), te srpski etnički prostor u općini Teslić.

### Kronologija sukoba
Dana 27. siječnja 1992., osnovana je Hrvatska zajednica Srednja Bosna, čiji je teritorij jednak današnjoj općini Žepče. S obzirom na situaciju, u SZSB su smatrali prirodnim da se otvaranjem komunikacije preko Dubrava područja od Studenaca (1991: 95% Hrvata) do Rajševa (1991: 63% Bošnjaka), južni dio Hrvatske zajednice Usore (Komušina) uveže s Hrvatskom zajednicom Srednjom Bosnom, odnosno s Žepčem, što je i učinjeno 24. svibnja 1992. Već sljedeći dan kreće velika ofenziva u predjelu Gornje Komušine, koja se u narednim tjednima proširuje i s teslićke strane napadom na Studence. Sve regionalne zajednice su zajednički povezane u travnju 1992. godine, osnivanjem Hrvatskog vijeća obrane. Potkraj 1992. godine, na sastanku u Travniku pod predsjedanjem Mate Bobana je donesena odluka da se sve hrvatske zajednice ujedine u vrhovnu, Hrvatsku zajednicu Herceg-Bosnu, tako je Žepče pristupilo Herceg-Bosni. S početkom srpske agresije na Bosnu i Hercegovinu žepački kraj zajednički brane Hrvati i Bošnjaci organizirani politički i vojno kroz HVO. Bošnjaci i Hrvati su imali zajedničku ratnu bolnicu, zajedničke ratne medicinske ekipe, borili se skupa na bojišnicama. S prvim ratnim okršajima između Bošnjaka i Hrvata i u Žepču rastu međusobne napetosti. Bošnjaci napuštaju bojišnice, čak bježe iz rovova pa zbog toga neke linije "pucaju" i ginu hrvatski vojnici, a mnogi su ranjeni. Kada je formirana Armija BiH u Žepču, napetosti su još veće. Na katolički blagdan Sv. Ivana Krstitelja, 24. lipnja 1993. godine, dok se služila sveta misa, počeo je napad bošnjačkih snaga na Žepče. Napadnut je grad Žepče, ali i sela Papratnica, Bistrica, Ljeskovica i Novi Šeher. Žepački HVO uspio je zaustaviti taj bošnjački napad. Žepački kraj od toga sukoba je u potpunom okruženju srpskih snaga s jedne i Armije BiH s druge strane. Borbe su žestoke, s mnogo ranjenih i poginulih vojnika je na sve tri strane.
20. srpnja muslimanska ofenziva na hrvatske prostore u BiH nastavila se nesmanjenom žestinom. UNPROFOR je 20. srpnja prevozio granate muslimanskim snagama koje su ih iskoristile za napade na hrvatske položaje oko Žepča.
Strahovit zločin nad hrvatskim civilima počinili su vojnici Armije BiH 16. kolovoza 1993. godine u selu Kiseljak, istočno od Žepča (vidi Pokolj u Kiseljaku 16. kolovoza 1993.). Preobučeni u uniforme vojnika HVO-a, diverzanti 303. i 314. brigade III. korpusa Armije BiH neometano su, predvečer upali u to hrvatsko selo. Vojnici HVO-a bili su iznenađeni i dok su se konsolidirali i stali odupirati, vojnici Armije BiH počinili su zločine nad starcima, ženama i djecom. Vatrenim i hladnim oružjem život su izgubile 43 osobe. Kada su upali u selo, vojnici Armije BiH iz kuća su istjerali civile i postavili ih kao živi zid prema lokalnoj postrojbi HVO-a.
Zaprepašteni zločinom u selu Kiseljak nad običnim ljudima, čak invalidima i djecom, Hrvati žepačkog kraja vapili su za pomoć i zaštitu. Predsjednik HVO-a Žepča i dopredsjednik HDZ-a Bosne i Hercegovine Perica Jukić, u svom otvorenom pismu upućenom između ostalih i kardinalu Franji Kuhariću kao i cjelokupnoj međunarodnoj javnosti za taj ratni zločin optužio je izravno Aliju Izetbegovića. Bošnjačke civilne i vojne vlasti nisu dopuštale inozemnim novinarima pristup Žepču, kao ni humanitarnim organizacijama i europskim promatračima, blokiranjem putova i polaganjem mina.
U sukobu Armije BiH i HVO-a na području općine Žepče ubijeno je 96 Hrvata, a 4.000 ih je pronašlo spas u zbjegu u Hercegovinu ili Hrvatsku.

## Vanjske poveznice
- Ratni video zapis: Hrvatska ratna pobjeda nad Bošnjacima u Žepču
- Ratni video zapis: Mirko Jakovljević, zapovjednik Hrvatskog vijeća obrane u Žepču
- Ratni video zapis: Pripadnici Hrvatskog vijeća obrane svjedoče o Bošnjačko-hrvatskom sukobu u Bosni